# 马德莱娜·莫罗
马德莱娜·莫罗（法語：Madeleine Moreau，1928年5月1日—1995年6月10日），法国女子跳水运动员。她曾代表法国参加1948年和1952年夏季奥林匹克运动会跳水比赛，其中1952年奥运会获得一枚银牌。